# Альтман Петро Ізраїльович
Петро́ Ізраїльович А́льтман (* 29 червня 1904, Івангород — тепер Христинівський район — † серпень 1941, Степанці під Каневом) — єврейський прозаїк та літературознавець, свої твори писав мовою ідиш.

## Короткий життєпис
Народився в родині робітника, навчався у сільській школі, 1919 року переїхав до Умані — працював на взуттєвій фабриці.
1924 року почав друкуватися. 1931 виходить друком його перша збірка оповідань «Мішень сміється», 1934 — повість «Позиції».
1937 року закінчив київський Інститут червоної професури. По тому працював ученим секретарем Інституту української літератури АН УРСР, згодом — Інституту єврейської культури.
1938 року був упорядником і редактором збірника статей і матеріалів «Шота Руставелі».
1939 року його біографічний нарис «Т. Г. Шевченко» відзначений літературною премією, вийшов накладом 7000 примірників, видавництво «Каргосвидав», Петрозаводськ.
В 1941 році надрукований роман «Юність».
Перед Другою світовою війною вийшла повість «Молодість» — в перекладі українською мовою, перекладав Ефраїм Райцин.
З початком німецько-радянської війни перебуває на фронті. У серпні 1941 року загинув під селом Степанці поблизу Канева.